# Macodes
Macodes é um género botânico pertencente à família das orquídeas (Orchidaceae).

## Espécies
1. Macodes angustilabris J.J.Sm., Bull. Jard. Bot. Buitenzorg, III, 11: 90 (1931).
2. Macodes celebica Rolfe, Bull. Misc. Inform. Kew 1899: 132 (1899).
3. Macodes cominsii (Rolfe) Rolfe, Orchid Rev. 19: 240 (1911).
4. Macodes cupida Ormerod, Lindleyana 17: 212 (2002).
5. Macodes dendrophila Schltr., Repert. Spec. Nov. Regni Veg. Beih. 1: 73 (1911).
6. Macodes megalantha Ormerod, Oasis Suppl. 3: 8 (2004).
7. Macodes obscura Schltr., Repert. Spec. Nov. Regni Veg. Beih. 1: 72 (1911).
8. Macodes petola (Blume) Lindl., Gen. Sp. Orchid. Pl.: 497 (1840).
9. Macodes pulcherrima Schltr., Repert. Spec. Nov. Regni Veg. Beih. 1: 72 (1911).
10. Macodes sanderiana (Kraenzl.) Rolfe, Bull. Misc. Inform. Kew 1896: 47 (1896).